# Yani (Bolivien)
Yani ist eine Ortschaft im Departamento La Paz im südamerikanischen Andenstaat Bolivien. 

## Lage im Nahraum
Yani liegt in der Provinz Larecaja und ist zentraler Ort im Cantón Yani im Municipio Sorata. Die Ortschaft liegt auf einer Höhe von 3766 m oberhalb des rechten, südlichen Ufers des Río Yani, der aus der Cordillera Real in östlicher Richtung fließt und im weiteren Verlauf in den Río Tipuani mündet.

## Geographie
Yani liegt östlich des Altiplano in der bolivianischen "Königskordillere" (Cordillera Real), die wiederum Teil der Cordillera Central ist. Das Klima der Region ist ein typisches Tageszeitenklima, bei dem die Temperaturschwankungen im Tagesverlauf deutlicher ausfallen als im Jahresverlauf.
Die Jahresdurchschnittstemperatur liegt bei 11 °C (siehe Klimadiagramm Achacachi), wobei der Monatsdurchschnitt im kältesten Monat (Juli) mit 8 °C nur wenig von den wärmsten Monaten (November bis März) mit 12 °C abweicht. Das Klima ist arid von Juni bis August mit nur sporadischen Niederschlägen und humid in den Sommermonaten, vor allem von Dezember bis März, mit Monatsniederschlägen von teilweise mehr als 100 mm. Der Jahresniederschlag liegt bei etwa 600 mm.

## Verkehrsnetz
Yani liegt nordwestlich des bolivianischen Regierungssitzes La Paz und ist 184 Straßenkilometer von diesem entfernt.
Von La Paz führt die asphaltierte Nationalstraße Ruta 2 in nordwestlicher Richtung 70 Kilometer bis Huarina, von dort zweigt in nördlicher Richtung die Ruta 16 ab, die nach 23 Kilometern Achacachi erreicht. Ein Kilometer hinter Achacachi zweigt nach Nordosten hin eine Landstraße Richtung Sorata ab, die nach acht bzw. weiteren sechs Kilometern die Ortschaften Warisata und Walata Grande durchquert. Die Straße führt dann über eine Passhöhe von 4270 m und überwindet auf einer Strecke von 30 Kilometern bis Sorata einen Höhenunterschied von 1500 m.
Von Sorata aus führt eine serpentinenreiche unbefestigte Landstraße in nördlicher Richtung und erreicht nach 20 Kilometern eine Hochfläche, die der Cordillera Real nach Südwesten hin vorgelagert ist. Auf den folgenden 30 Kilometern durchquert die Straße dann die Cordillera Real, erreicht dabei Passhöhen von 4750 Metern, bis sie dann auf den letzten sieben Kilometern, vorbei an der Goldmine „Cooperativa Minera Aurifera Señor de Mayo RL“, entlang des Río Pucuni wieder um 1200 Meter am Nordostrand der Kordillerenkette nach Ingenio hinabführt. Von dort aus führt eine drei Kilometer lange Nebenstraße entlang des Río Yani nach Nordwesten bis San Lucas, auf dem Weg dorthin zweigt eine Nebenstraße in südwestlicher Richtung nach Yani ab.

## Bevölkerung
Die Einwohnerzahl des Ortes ist in den beiden Jahrzehnten zwischen den letzten Volkszählungen auf fast das Dreifache angestiegen angestiegen:
| Jahr | Einwohner | Quelle       |
| ---- | --------- | ------------ |
| 1992 | 139       | Volkszählung |
| 2001 | 179       | Volkszählung |
| 2012 | 378       | Volkszählung |
| 2024 |           | Volkszählung |

Die Region weist einen hohen Anteil an Aymara-Bevölkerung auf, im Municipio Sorata sprechen 92,2 Prozent der Bevölkerung die Aymara-Sprache.